# Ombrea
Ombrea là một chi bướm đêm thuộc họ Erebidae.